# Missing You
Missing You – singel promocyjny amerykańskiej grupy muzycznej Black Eyed Peas, pochodzący z jej piątego studyjnego albumu The E.N.D. 
Singel wydany został 7 czerwca 2010, przez Interscope Records. Piosenkę napisali Will.i.am, Jean Baptiste, Printz Board, Fergie, Taboo i Apl.de.ap. Piosenkę nagrano w stylu hip-hopu i electropopu. Producentem jest Printz Board. Piosenka zyskała wielkie uznanie Airplay we Francji i Australii. Osiągnęła numer 8. na oficjalnych francuskich "Airplay Chart" i 21. na francuskim "Digital Chart". Remix Singel został wydany w Australii sklepie iTunes 13 czerwca 2010.

## Lista utworów
1. "Missing You" (Radio Edit) - 4:25